# عسل‌خوار هلالی
عسل‌خوار هلالی (نام علمی: Phylidonyris pyrrhopterus) نام یک گونه از خانواده عسل‌خوار است.